# Leopold Hofmann (piłkarz)
Leopold Hofmann (ur. 31 października 1905 w Wiedniu, zm. 9 stycznia 1976 tamże) – austriacki piłkarz, reprezentant Austrii, grający na pozycji pomocnika.

## Kariera klubowa
Hofmann podczas kariery piłkarskiej datowanej na lata 1924–1939 występował w klubie First Vienna. 
Wraz z zespołem dwukrotnie zdobył mistrzostwo Austrii w sezonach 1930/31 i 1932/33. Trzy razy zwyciężał w rozgrywkach o Puchar Austrii w sezonach 1928/29, 1929/30 i 1936/37. 
Na arenie europejskiej First Vienna z Hofmannem w składzie sięgnał po Puchar Mitropa w 1931. W wyniku Anschlussu Austria została włączona do III Rzeszy. Hofmann grę dla First Vienna zakończył w 1939. Łącznie przez 15 lat gry dla zespołu z Wiednia rozegrał 296 spotkań, w których strzelił 10 bramek. 
| Sezon   | Klub         | Kraj       | Rozgrywki               | Mecze | Bramki |
| ------- | ------------ | ---------- | ----------------------- | ----- | ------ |
| 1924/25 | First Vienna | Austria    | I. Liga                 | 8     | 0      |
| 1925/26 | First Vienna | Austria    | I. Liga                 | 24    | 0      |
| 1926/27 | First Vienna | Austria    | I. Liga                 | 23    | 1      |
| 1927/28 | First Vienna | Austria    | I. Liga                 | 23    | 2      |
| 1928/29 | First Vienna | Austria    | I. Liga                 | 22    | 1      |
| 1929/30 | First Vienna | Austria    | I. Liga                 | 20    | 2      |
| 1930/31 | First Vienna | Austria    | I. Liga                 | 16    | 0      |
| 1931/32 | First Vienna | Austria    | I. Liga                 | 22    | 0      |
| 1932/33 | First Vienna | Austria    | I. Liga                 | 22    | 0      |
| 1933/34 | First Vienna | Austria    | I. Liga                 | 22    | 2      |
| 1934/35 | First Vienna | Austria    | I. Liga                 | 20    | 2      |
| 1935/36 | First Vienna | Austria    | I. Liga                 | 22    | 0      |
| 1936/37 | First Vienna | Austria    | I. Liga                 | 20    | 0      |
| 1937/38 | First Vienna | Austria    | I. Liga                 | 14    | 0      |
| 1938/39 | First Vienna | III Rzesza | Gauliga Donau-Alpenland | 18    | 0      |

## Kariera reprezentacyjna
Hofmann w reprezentacji Austrii zadebiutował 24 maja 1925 w spotkaniu przeciwko Czechosłowacji, zakończonym porażką 1:3. Dziewięć lat później, w 1934, został powołany na Mistrzostwa Świata. Na turnieju pełnił rolę zawodnika rezerwowego. 
Po raz ostatni w drużynie narodowej pojawił się 24 października 1937, w przegranym 1:2 meczu z Czechosłowacją. Łącznie w latach 1925–1937 zagrał dla Austrii w 27 spotkaniach, w których strzelił jedną bramkę.
| Mecze i gole w reprezentacji | Mecze i gole w reprezentacji | Mecze i gole w reprezentacji | Mecze i gole w reprezentacji | Mecze i gole w reprezentacji | Mecze i gole w reprezentacji | Mecze i gole w reprezentacji |
| #                            | Data                         | Miasto                       | Przeciwnik                   | Gol                          | Wynik                        | Rozgrywki                    |
| ---------------------------- | ---------------------------- | ---------------------------- | ---------------------------- | ---------------------------- | ---------------------------- | ---------------------------- |
| 1.                           | 24.05.1925                   | Praga                        | Czechosłowacja               |                              | 1:3                          | towarzyski                   |
| 2.                           | 10.04.1927                   | Wiedeń                       | Węgry                        |                              | 6:0                          | towarzyski                   |
| 3.                           | 22.05.1927                   | Wiedeń                       | Belgia                       |                              | 4:1                          | towarzyski                   |
| 4.                           | 29.05.1927                   | Zurych                       | Szwajcaria                   |                              | 4:1                          | towarzyski                   |
| 5.                           | 18.09.1927                   | Praga                        | Czechosłowacja               |                              | 0:2                          | Puchar Europy Środkowej      |
| 6.                           | 25.09.1927                   | Budapeszt                    | Węgry                        |                              | 3:5                          | Puchar Europy Środkowej      |
| 7.                           | 08.01.1928                   | Molenbeek-Saint-Jean         | Belgia                       |                              | 2:1                          | towarzyski                   |
| 8.                           | 06.05.1928                   | Wiedeń                       | Jugosławia                   |                              | 3:0                          | towarzyski                   |
| 9.                           | 23.03.1930                   | Praga                        | Czechosłowacja               |                              | 2:2                          | towarzyski                   |
| 10.                          | 14.05.1930                   | Wiedeń                       | Anglia                       |                              | 0:0                          | towarzyski                   |
| 11.                          | 01.06.1930                   | Budapeszt                    | Węgry                        |                              | 1:2                          | towarzyski                   |
| 12.                          | 21.09.1930                   | Wiedeń                       | Węgry                        |                              | 2:3                          | towarzyski                   |
| 13.                          | 12.04.1931                   | Wieden                       | Czechosłowacja               |                              | 2:1                          | Puchar Europy Środkowej      |
| 14.                          | 29.11.1931                   | Bazylea                      | Szwajcaria                   |                              | 8:1                          | Puchar Europy Środkowej      |
| 15.                          | 20.03.1932                   | Wiedeń                       | Włochy                       |                              | 2:1                          | Puchar Europy Środkowej      |
| 16.                          | 24.04.1932                   | Wiedeń                       | Węgry                        |                              | 8:2                          | towarzyski                   |
| 17.                          | 22.05.1932                   | Praga                        | Czechosłowacja               |                              | 1:1                          | Puchar Europy Środkowej      |
| 18.                          | 23.10.1932                   | Wiedeń                       | Szwajcaria                   |                              | 3:1                          | Puchar Europy Środkowej      |
| 19.                          | 25.04.1934                   | Wiedeń                       | Bułgaria                     |                              | 6:1                          | El. MŚ 1934                  |
| 20.                          | 23.09.1934                   | Wiedeń                       | Czechosłowacja               |                              | 2:2                          | Puchar Europy Środkowej      |
| 21.                          | 07.10.1934                   | Budapeszt                    | Węgry                        |                              | 1:3                          | Puchar Europy Środkowej      |
| 22.                          | 14.04.1935                   | Praga                        | Czechosłowacja               |                              | 0:0                          | Puchar Europy Środkowej      |
| 23.                          | 12.05.1935                   | Budapeszt                    | Węgry                        |                              | 3:6                          | towarzyski                   |
| 24.                          | 06.10.1935                   | Wiedeń                       | Węgry                        | Gol                          | 4:4                          | Puchar Europy Środkowej      |
| 25.                          | 27.09.1936                   | Budapeszt                    | Węgry                        |                              | 3:5                          | Puchar Europy Środkowej      |
| 26.                          | 24.01.1937                   | Paryż                        | Francja                      |                              | 2:1                          | towarzyski                   |
| 27.                          | 24.10.1937                   | Praga                        | Czechosłowacja               |                              | 1:2                          | Puchar Europy Środkowej      |

## Sukcesy
First Vienna FC
- Mistrz Austrii (2): 1930/31, 1932/33
- Puchar Austrii (3): 1928/29, 1929/30, 1936/37
- Puchar Mitropa (1): 1931